# イニャキ・アジャルサ
イニャキ・アジャルサ（Iñaki Ayarza、1999年9月7日 - ）は、トップ14RCヴァンヌに所属するラグビーユニオン選手。

## プロフィール
- チリサンティアゴ出身[1]。
- ポジションはウィング(WTB)、センター(CTB)。
- 身長 186cm、体重 102kg
- 兄のラモンもラグビー選手[2]。
- チリ代表キャップは19（2024年12月現在）でラグビーワールドカップ2023のチリ代表に選ばれた[3]。

## 略歴
バイヨンヌ、アングレットORC、ソヨー・アングレームXVシャラントを経て、2024年、RCヴァンヌに加入。